# Сидоренко Олександра
Олекса́ндра Сидоре́нко (*1986) — українська та польська боксерка. Семиразова чемпіонка України серед аматорів. Майстер спорту України.

## З життєпису
Народилася 1986 року в місті Вінниця.
2005 стала чемпіонкою України з боксу серед жінок. Перемогла у ваговій категорії до 57 кг в трьох поєдинках, в двох з них — достроково. Виконала на турнірі норматив майстра спорту і увійшла до складу національної збірної України.
В 2009 році на чемпіонаті Європи з боксу отримала бронзову нагороду.
2015 року у квітні дебютувала на профі-ринзі — одноголосним рішенням суддів здолавши польську спортсменку Бояну Лібішевську. Того ж року відкрила власний зал у Варшаві.
В листопаді 2016-го здобула п'яту поспіль перемогу на професійному ринзі. У польському місті Ломянкі перемогла сербку Мілену Свонью.
2017 року вперше провела бій за титул чемпіонки EBU з француженкою Ізабель Пар.